# Artengo
Artengo est une marque française de produits dédiés aux sports de raquette, et notamment au tennis, créée en 2006 par le groupe Decathlon.

## Historique
Anciennement représentés par la marque du même groupe, Inesis, les sports de raquette ont connu une redéfinition de périmètre dans le portefeuille de Decathlon. Créée en 2000 pour les sports de raquette, élargie en 2002 aux références golf, Inesis était une marque duale au début.

## Sports
Artengo couvre les 6 principaux sports de raquettes : tennis, badminton, tennis de table, squash, padel et beach-tennis, mais aussi des pratiques plus locales telles que le frontenis en Espagne ou le Frescobol au Brésil.

### Tennis
Un partenariat est signé en octobre 2012 entre le Moselle Open (ATP 250) et la marque Artengo, celle-ci devenant « cordeur et fournisseur officiel balles et chaussettes » du tournoi. Ainsi, en septembre 2013, la balle Artengo TB 920 effectuera à Metz ses premiers rebonds sur le circuit mondial de l’ATP Tour. Par ailleurs, les arbitres et les ramasseurs de balles seront habillés par la marque. Le début d'une stratégie offensive, puisqu'il s'agit, pour Artengo, d'un tout premier partenariat avec le tennis de haut niveau.
Le 14 novembre 2012, Artengo annonce le recrutement de Nicolas Escudé au poste de chef de produit.
Le 3 janvier 2022, Gaël Monfils a choisi Artengo comme nouvel équipementier (chaussures, raquette et textile) pour les 5 prochaines années.

### Squash
En mai 2017, la numéro 3 mondiale Camille Serme  annonce un partenariat pour le lancement d'une série haut de gamme. Elle apparaît avec sa nouvelle raquette lors du Tournoi final PSA World Series féminin 2017.